# Maite Alberdi

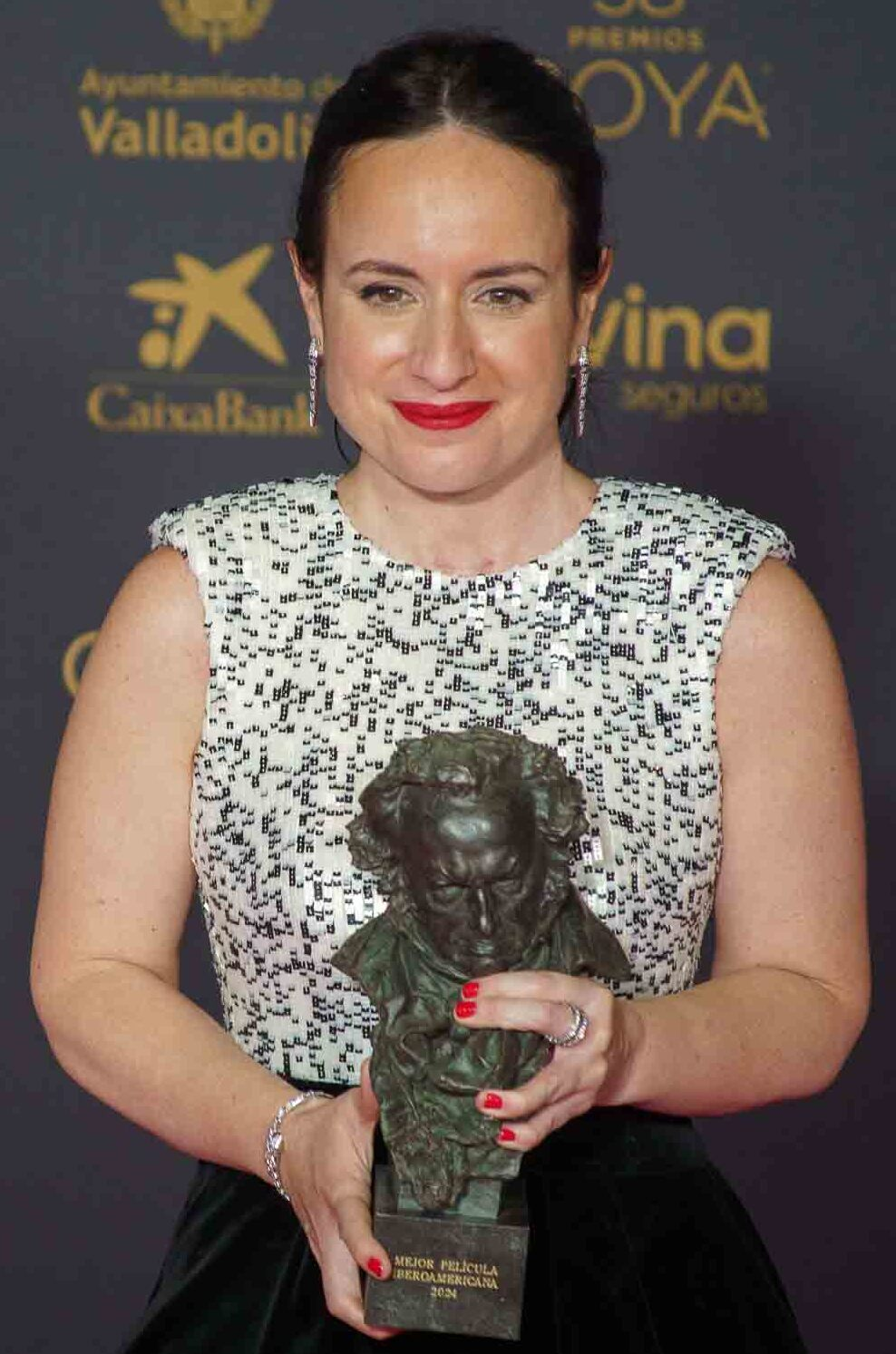
Maite Alberdi bei der Verleihung des Goya 2024

Maite Alberdi (* 29. März 1983 in Santiago de Chile) ist eine chilenische Filmproduzentin, Regisseurin, Dokumentarfilmerin, Drehbuchautorin und Filmkritikerin. Für die Filme Der Maulwurf – Ein Detektiv im Altersheim (2020) und Die unendliche Erinnerung (2023) wurde sie für den Oscar in der Kategorie Bester Dokumentarfilm nominiert.

## Werdegang
Maite Alberdi hat einen Abschluss in Ästhetik und einen in Sozialer Kommunikation der Päpstlichen Katholischen Universität von Chile. Sie unterrichtet das Fach Dokumentationsfilm an mehreren Universitäten. Ihre Arbeiten als Filmkritikerin werden auf der Website „La Fuga“, einem seit 2005 in Santiago de Chile gegründeten Filmstudienmagazin veröffentlicht, das das Ziel verfolgt, „ein Feld der Debatte und akademischen Reflexion zu eröffnen und unveröffentlichtes Material von Interesse für die USA zu produzieren und zu verbreiten“. Sie war Co-Autorin eines Buches mit dem Titel „Teorías del cine documental en Chile: 1957–1973“. Im Juni 2018 wurde Maite Alberdi als Mitglied der Akademie der Künste und Wissenschaften für Spielfilme in der Dokumentationsabteilung eingeladen. Im Februar 2023 wurde Die unendliche Erinnerung im Panorama-Programm der Berlinale gezeigt.

## Stil
Als Regisseurin interessiert sich Maite Alberdi für die intime Darstellung der Charaktere, arbeitet oft über mehrere Jahre mit ihnen zusammen und pflegt eine dauerhafte Beziehung. Ihr Stil wurde durch alltägliches Geschichtenerzählen in kleinen Welten erreicht, wobei gleichzeitig große Aufmerksamkeit auf die Normalisierung von Charakteren gerichtet wurde. Gleichzeitig wurden verschiedene Probleme im Zusammenhang mit Behinderung, Marginalisierung hervorgehoben und häufig Momente beobachtet, die normalerweise im Film privat bleiben.

## Filmografie
Seit 2004 nahm Maite Alberdi an der Produktion von Filmen in unterschiedlichsten Rollen teil.
- 2004: Carrete Down (Kurzfilm)
- 2005: Los trapecistas (Kurzfilm)
- 2008: Las peluqueras (Kurzfilm)
- 2011: El salvavidas (Dokumentarfilm)
- 2011: Verano
- 2014: La once (Dokumentarfilm)
- 2014: Propaganda (Dokumentarfilm)
- 2015: Vida sexual de las plantas
- 2016: Yo no soy de aquí (Dokumentar-Kurzfilm)
- 2016: Los niños
- 2018: Los Reyes (Dokumentarfilm)
- 2020: Der Maulwurf – Ein Detektiv im Altersheim (The Mole Agent, Dokumentarfilm)
- 2023: Die unendliche Erinnerung (La memoria infinita, Dokumentarfilm)